# گری گال رکوردز

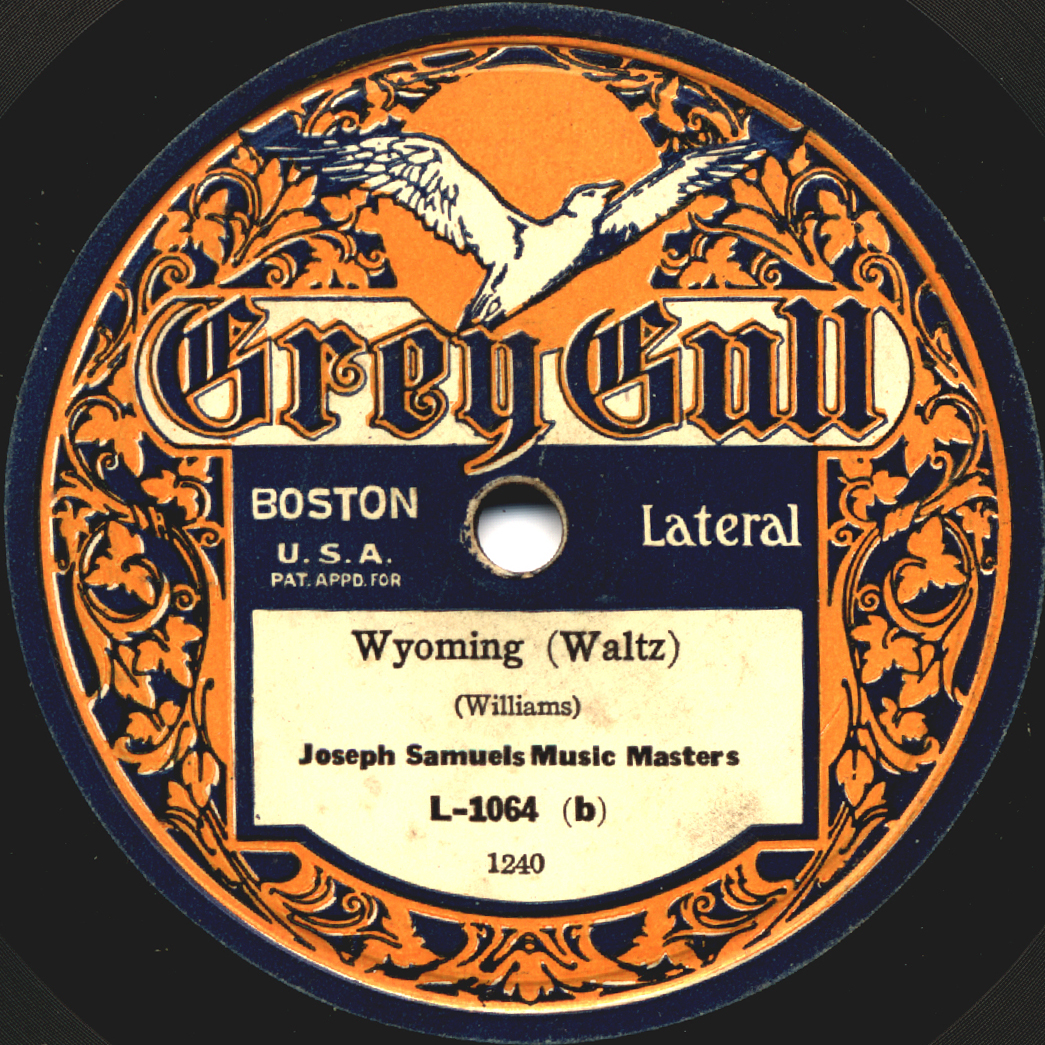
نشان گری گال رکوردز در سال ۱۹۲۱

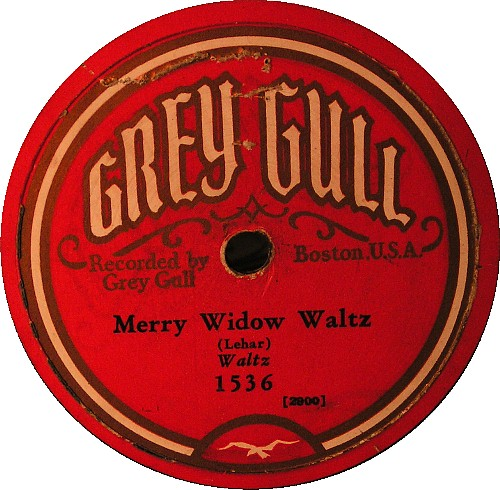
نشان سرخ رنگ گری گال رکوردز پس از سال ۱۹۲۱

گری گال رکوردز (به انگلیسی: Grey Gull Records) یک شرکت آمریکایی نشر آثار موسیقی، پایه‌گذاری شده در بوستون، مرکز ایالت ماساچوست آمریکا، در میان سال‌های ۱۹۱۹ تا ۱۹۳۰ بود.